# Халуцинације (филм)
„Халуцинације” је југословенски кратки филм из 1975. године. Режирао га је Миодраг Цертић који је написао и сценарио по делу Амброуза Бирса.

## Улоге
| Глумац                | Улога |
| --------------------- | ----- |
| Слободан Цица Перовић |       |
| Зоран Радмиловић      |       |